# Gânglio da raiz dorsal
Em anatomia e neurociência, um gânglio da raiz dorsal ou gânglio espinal é um nódulo na raiz dorsal do nervo espinhal que contém corpos celulares de células nervosas (neurónios) que transportam sinais dos órgãos sensoriais para o centro de integração apropriado. Os nervos que transportam sinais para o sistema nervoso central são designados por nervos aferentes.